# مقاطعة جوانرود
مقاطعة جوانرود (بالفارسية: شهرستان جوانرود) هي إحدى مقاطعات محافظة كرمانشاه في إيران. كان عدد سكان المقاطعة سنة 2006 حوالي 62,259 نسمة.